# Горішня Златиця
Горішня Злати́ця (болг. Горна Златица) — село в Тирговиштській області Болгарії. Входить до складу общини Антоново.

## Населення
За даними перепису населення 2011 року у селі проживали 19 осіб, з них 17 осіб (89,5%) — болгари.
Розподіл населення за віком у 2011 році:
Динаміка населення: